# Algrizea macrochlamys
Algrizea macrochlamys là một loài thực vật có hoa trong Họ Đào kim nương. Loài này được (DC.) Proença & NicLugh. mô tả khoa học đầu tiên năm 2006.